# Emeileptura conspecta
Emeileptura conspecta är en skalbaggsart som beskrevs av Holzschuh 1991. Emeileptura conspecta ingår i släktet Emeileptura och familjen långhorningar. Inga underarter finns listade i Catalogue of Life.